# Lista över Zanzibars sultaner
Detta är en lista över Zanzibars sultaner. Zanzibararkipelagen var en omansk besittning från sent 1600-tal till grundandet av det oberoende Sultanatet Zanzibar år 1856. Samtliga sultanet kom från dynastin Al Bu Said.
| Namn                        | Ämbetsperiod                     | Titel  |
| --------------------------- | -------------------------------- | ------ |
| Sayyid Majid ibn Said       | 19 oktober 1856 – 7 oktober 1870 | Sultan |
| Sayyid Barghash ibn Said    | 7 oktober 1870 – 26 mars 1888    | Sultan |
| Sayyid Khalifa ibn Said     | 27 mars 1888 – 13 februari 1890  | Sultan |
| Sayyid Ali ibn Said         | 13 februari 1890 – 5 mars 1893   | Sultan |
| Sayyid Hamid ibn Thuwayni   | 5 mars 1893 – 25 augusti 1896    | Sultan |
| Sayyid Khalid ibn Barghash  | 25 augusti – 27 augusti 1896     | Sultan |
| Sayyid Hamud ibn Muhammad   | 27 augusti 1896 – 18 juli 1902   | Sultan |
| Sayyid Ali ibn Hamud        | 18 juli 1902 – 8 december 1911   | Sultan |
| Sayyid Khalifa ibn Harub    | 9 december 1911 – 9 oktober 1960 | Sultan |
| Sayyid Abdullah ibn Khalifa | 9 oktober 1960 – 1 juli 1963     | Sultan |
| Sayyid Jamshid ibn Abdullah | 1 juli 1963 – 12 januari 1964    | Sultan |